# سفارت اندونزی در ابوجا
سفارت اندونزی در ابوجا (به لاتین: Embassy of Indonesia) یک منطقهٔ مسکونی و نمایندگی سیاسی این کشور در نیجریه است که در آبوجا واقع شده‌است.